# Säg ifrån!
Säg ifrån! (fransk originaltitel: Indignez-vous!) är en pamflett av Stéphane Hessel (1917–2013) som var fransk diplomat, koncentrationslägeröverlevare och medlem av den franska motståndsrörelsen. Skriften publicerades i Frankrike 2010 och sålde i omkring 1,5 miljoner exemplar i Frankrike och översattes till ett stort antal andra språk. Hessel ville med sin skrift få yngre generationer att engagera sig för politiska och sociala förändringar på ett fredligt sätt samt uppmana till protester mot finansmarknadens inflytande och nedskärningar i sociala välfärdssystem.

## Boken i korthet
"La pire des attitudes est l'indifférence, dire 'je n'y peux rien, je me débrouille'. En vous comportant ainsi, vous perdez l'une des composantes essentielles qui font l'humain. [...] Aux jeunes, je dis: regardez autour de vous, vous y trouverez les thèmes qui justifient votre indignation [...]" ("Den sämsta av livshållningar är likgiltigheten, att säga 'det där kan jag inte göra något åt, jag klarar mig ändå'. Genom att uppträda så förlorar man en av de grundläggande egenskaperna i att vara människa. [...] Till de unga säger jag: titta er omkring, ni kommer att hitta företeelser som ni med rätta kan vara upprörda över [...]."

Stéphane Hessel.
Den 93-årige författaren börjar med en kort redogörelse för sin medverkan i den franska motståndsrörelsen under andra världskriget och framhåller att upprördheten var en drivkraft för honom. Därefter beskriver han två delvis motsatta historiesyner som har influerat honom, den franske filosofen Jean Paul Sartres och den tyske filosofen  Walter Benjamins.

## Mottagande
Den 32-sidiga pamfletten, publicerad av ett litet förlag i Montpellier, sålde nästan en miljon exemplar under de första tio veckorna och blev en storsäljare i julhandeln.

## Översättningar
Skriften har översatts till engelska, tyska, spanska, italienska, baskiska, finska, katalanska, holländska, portugisiska, turkiska, rumänska, slovenska, grekiska, hebreiska,, koreanska och svenska. Översättningar planeras också på japanska och kinesiska samt en del andra språk.

## Influenser
Den vänsterinriktade proteströrelsen i Spanien under 2010-talet har bland annat kallats för Los Indignados (The Outraged), en slogan som hämtats från bokens titel. 